# Techstep
Il techstep è uno dei maggiori sottogeneri della drum and bass, caratterizzato da sonorità dark e sci-fi e da fonti sonore quasi esclusivamente sintetizzate.

## Caratteristiche
Influenzato principalmente dalla musica industrial e techno, il techstep viene a volte confuso con il neurofunk, un'evoluzione del techstep che mette più enfasi sull'atmosfera futuristica/dark e sulle strutture ritmiche tipiche del funk.
I rapporti con la musica techno sono giustificati dal fatto che nel techstep la parte ritmica, sincopata e non in 4/4, è quella che caratterizza tutti i sottogeneri della drum and bass. 
Hanno però in comune la tecnica di creazione di un collage ad alta energia da suoni astratti e sintetici, inclusi campionamenti: raramente vengono usati strumenti non influenzati da altri effetti elettronici.
Similarmente, i drum-kit delle drum machine e le percussioni sono preferiti ai breaks suonati dal vivo dai musicisti. Il techstep prevede l'ossessività della jungle con cambiamenti nelle linee di basso, indirizzate soprattutto verso un timbro più basso e profondo.

## Maggiori artisti ed etichette discografiche
- Ed Rush & Optical, Matrix, Fierce (Virus Recordings)
- Konflict, Cause 4 Concern, Usual Suspects (Renegade Hardware)
- Dom and Roland, Calyx (Moving Shadow)
- Bad Company (BC Recordings)
- Stakka & Skynet (Audio Blueprint, Underfire Recordings)